# Yūta Hashimura
Yūta Hashimura (japanisch 橋村 祐太 Hashimura Yūta; * 10. September 1991 in Setagaya) ist ein ehemaliger japanischer Fußballspieler.

## Karriere
Hashimura erlernte das Fußballspielen in der Jugendmannschaft vom Yokohama FC in Yokohama. Seinen ersten Vertrag unterschrieb er 2010 beim Yokohama FC. Der Verein spielte in der zweithöchsten Liga des Landes, der J2 League. 2011 wechselte er zum Ligakonkurrenten Giravanz Kitakyushu. Für den Verein absolvierte er zwei Ligaspiele. Ende 2011 beendete er seine Karriere als Fußballspieler.